# 利纳雷斯县

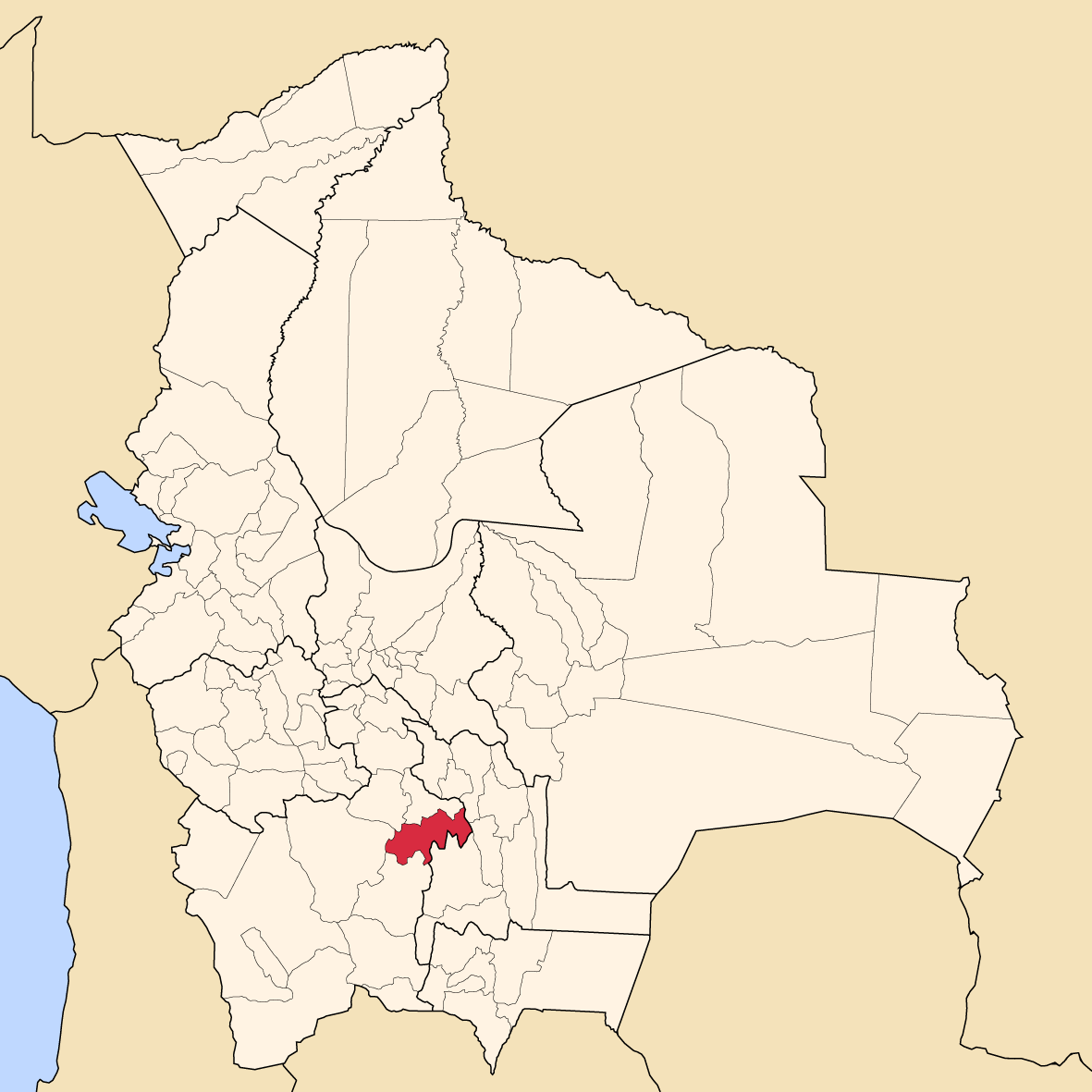

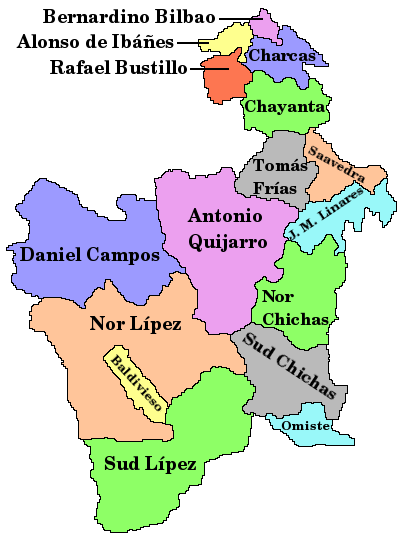

利納雷斯县（西班牙語：Provincia de Linares），是玻利維亞的县份，位於該國西南部，屬於波托西省的一部分，县府設於普納，面積5,136平方公里，2012年人口49,619，人口密度每平方公里10人。该县得名于曾担任玻利维亚总统的政治家何塞·马里亚·利纳雷斯。